# U46619
U46619 je stabilni sintetički analog prostaglandina PGH2 koji je prvi put pripremnljen 1975. U46619 je vazokonstriktor koji oponaša hidroosmotičko dejstvo vazopresina. On takođe oponaša dejstvo tromboksana putem aktivacije fosfolipaze C.